# Cục Thống kê (Việt Nam)
Cục Thống kê là cơ quan trực thuộc Bộ Tài chính, thực hiện chức năng tham mưu, giúp Bộ trưởng Bộ Tài chính quản lý nhà nước về thống kê; tổ chức hoạt động thống kê; điều phối hoạt động thống kê; cung cấp thông tin thống kê kinh tế - xã hội cho Đảng, Chính phủ, Thủ tướng Chính phủ, các bộ, ngành, địa phương và các cơ quan, tổ chức, cá nhân khác theo quy định; thực hiện vai trò là trung tâm kết nối, tích hợp, quản lý thống nhất cơ sở dữ liệu thống kê quốc gia; dự báo, xây dựng các kịch bản kinh tế vĩ mô ngắn hạn, trung hạn và dài hạn.
Chức năng, nhiệm vụ, quyền hạn và cơ cấu tổ chức của Cục Thống kê được quy định tại Quyết định số 384/QĐ-BTC ngày 26 tháng 2 năm 2025 của Bộ trưởng Bộ Tài chính.

## Lịch sử phát triển
Ngày 6 tháng 5 năm 1946, Nha Thống kê Việt Nam được thành lập theo sắc lệnh số 61/SL quy định bộ máy tổ chức của Bộ Quốc dân kinh tế của Chủ tịch Hồ Chí Minh. Ngày 25 tháng 4 năm 1949, sáp nhập Nha Thống kê Việt Nam vào Phủ Chủ tịch theo Sắc lệnh số 33/SL được Hồ Chí Minh ký. Ngày 1 tháng 7 năm 1950, Chủ tịch Hồ Chí Minh ký Sắc lệnh 124/SL bãi bỏ Sắc lệnh số 33/SL ngày 25 tháng 4 năm 1949 và Sắc lệnh số 34/SL ngày 25 tháng 4 năm 1949, quyết định một tổ chức tạm thời để theo dõi công việc thống kê sẽ do Nghị định Thủ tướng Chính phủ ấn định. Ngày 9 tháng 8 năm 1950, thành lập Phòng Thống kê trong Văn phòng Thủ tướng phủ theo Nghị định số 38/TTg được ký bởi Phó Thủ tướng Phạm Văn Đồng.
Ngày 20 tháng 2 năm 1956, Thủ tướng Chính phủ đã ban hành Điều lệ số 695/TTg về tổ chức Cục Thống kê Trung ương (thuộc Ủy ban Kế hoạch Nhà nước), các cơ quan thống kê địa phương và các tổ chức thống kê các Bộ của nước Việt Nam Dân chủ Cộng hòa. Ngày 21 tháng 12 năm 1960, Ủy ban Thường vụ Quốc hội ban hành quyết định số 15-NQ/TVQH về việc tách Cục Thống kê Trung ương ra khỏi Ủy ban Kế hoạch Nhà nước, thành lập Tổng cục Thống kê. Ngày 4 tháng 1 năm 2007, Tổng cục Thống kê được chuyển về Bộ Kế hoạch và Đầu tư quản lý, theo Nghị định số 01/NĐ-CP ngày 4 tháng 1 năm 2007 của Chính phủ.
Ngày 1 tháng 3 năm 2025, Bộ Kế hoạch và Đầu tư hợp nhất với Bộ Tài chính, bãi bỏ cấp Tổng cục, Tổng cục Thống kê chuyển thành Cục Thống kê thuộc Bộ Tài chính.

## Lãnh đạo Cục
- Cục trưởng: Nguyễn Thị Hương[4][5]
- Phó Cục trưởng:

1. Nguyễn Trung Tiến[6][7]
2. Phạm Quang Vinh[8]
3. Nguyễn Thanh Dương
4. Đỗ Thị Ngọc

## Cơ cấu tổ chức
Theo quy định năm 2025, Cục Thống kê gồm các ban sau: Ban Chính sách, Chiến lược và Dữ liệu thống kê; Ban Thống kê Tổng hợp và Đối ngoại; Ban Hệ thống Tài khoản quốc gia; Ban Thống kê Nông, Lâm nghiệp và Thủy sản; Ban Thống kê Công nghiệp và Xây dựng; Ban Thống kê Dịch vụ và Giá; Ban Thống kê Dân số và Lao động; Ban Thống kê Xã hội và Môi trường; Ban Điều tra thống kê; Ban Tổ chức cán bộ; Ban Kế hoạch tài chính; Thanh tra; Văn phòng. Có 4 đơn vị sự nghiệp công lập trực thuộc gồm Trung tâm Xử lý và Tích hợp dữ liệu thống kê; Trường Cao đẳng Thống kê; Trường Cao đẳng Thống kê II và Nhà Xuất bản Thống kê.
Ở cấp tỉnh, Chi cục Thống kê tại tỉnh, thành phố trực thuộc Trung ương (gọi chung là Chi cục Thống kê cấp tỉnh) thuộc Cục Thống kê được tổ chức theo 34 đơn vị hành chính cấp tỉnh.